# Rissa tridactyla
Il gabbiano tridattilo (Rissa tridactyla Linnaeus, 1758) è un uccello che appartiene alla famiglia dei Laridae. Ha abitudini tipicamente pelagiche, vivendo per la stragrande maggioranza della sua vita in mare aperto, ed è caratterizzato da una tecnica di volo molto agile che gli consente di compiere movimenti accuratamente controllati e di spostarsi anche in condizioni di vento forte. Il perfetto controllo dell'atterraggio gli consente di posarsi sulle sporgenze delle falesie dove costruisce il nido, formando delle colonie di grandi dimensioni.

## Sistematica
Il genere Rissa include due specie con distribuzione oloartica e areale di riproduzione circumpolare: il gabbiano tridattilo zampe-nere (Rissa tridactyla), e il gabbiano tridattilo zampe-rosse (Rissa brevirostris).
Quest'ultimo è un piccolo gabbiano oceanico che si riproduce solamente in alcune isole del Mare di Bering, dove costruisce il nido su piccole cenge in falesie a picco sul mare e da dove parte per foraggiare durante la notte in mare aperto; si trova spesso in associazione con il primo e se ne distingue per le dimensioni inferiori, per il mantello più scuro, per il colore rosso delle zampe e per il becco più corto.
Il taxon Rissa tridactyla, come riconosciuto da lungo tempo, comprende due sottospecie, R. tridactyla tridactyla e R. tridactyla pollicaris, che da alcuni autori vengono considerate specie distinte.
Nel 1925 Jonathan Dwight, padre fondatore dell'identificazione dei gabbiani, distinse le due popolazioni, la prima distribuita lungo le coste dell'Atlantico, la seconda lungo le coste del Pacifico, mettendo in evidenza come la sottospecie pollicaris presenti una diversa estensione del colore nero sulle penne primarie degli adulti, dimensioni maggiori (specialmente per quanto riguarda il becco) e un mantello leggermente più scuro.
Inoltre Dwight osservò che il primo dito del piede, spesso assente, è più frequente nella popolazione del Pacifico (circa 50% degli individui) che in quella dell'Atlantico (circa 9%); quando presente, esso raggiunge una lunghezza superiore ed è dotato di un'unghia più sviluppata nella sottospecie non nominale.

## Distribuzione
R. t. tridactylanidifica lungo le coste del Canada centro-settentrionale, della Groenlandia, dell'Islanda, dell'Europa occidentale e settentrionale e della Russia artica fino all'arcipelago della Severnaja Zemlja; durante il periodo non riproduttivo vaga nell'Atlantico settentrionale rimanendo generalmente tra il Tropico del Cancro e 60° latitudine nord, e tra il Mar dei Sargassi e le coste dell'Africa occidentale.
R. t. pollicarisnidifica lungo le coste della Siberia nord-orientale, della Kamčatka, del Mare di Ochotsk, delle Isole Curili e in tutto il Mare di Bering sino all'Alaska continentale; in periodo non riproduttivo sverna in mare aperto, spingendosi a sud attraverso l'arcipelago giapponese e a est lungo le coste occidentali del Canada e degli Stati Uniti fino alla California.

## Aspetti morfologici
Il passaggio dal piumaggio giovanile a quello adulto definitivo dura 3 anni.
- Lunghezza: 40 cm
- Peso: 320-600 g

## Canto
Le colonie e le loro vicinanze sono chiassose. Il richiamo più comune è un ripetuto, rapido e nasale 'kitt-i-weik'. Gli uccelli in volo emettono ripetutamente un corto e nasale 'kya'. Il richiamo di allarme è un corto e schioccante 'kt kt kt ...'.

## Comportamento
Rispetto ai Laridi che nidificano sul terreno il gabbiano tridattilo mostra peculiari adattamenti comportamentali e morfologici associati alla strategia adattativa della costituzione di dense colonie in ambienti di falesia.

### Riproduzione

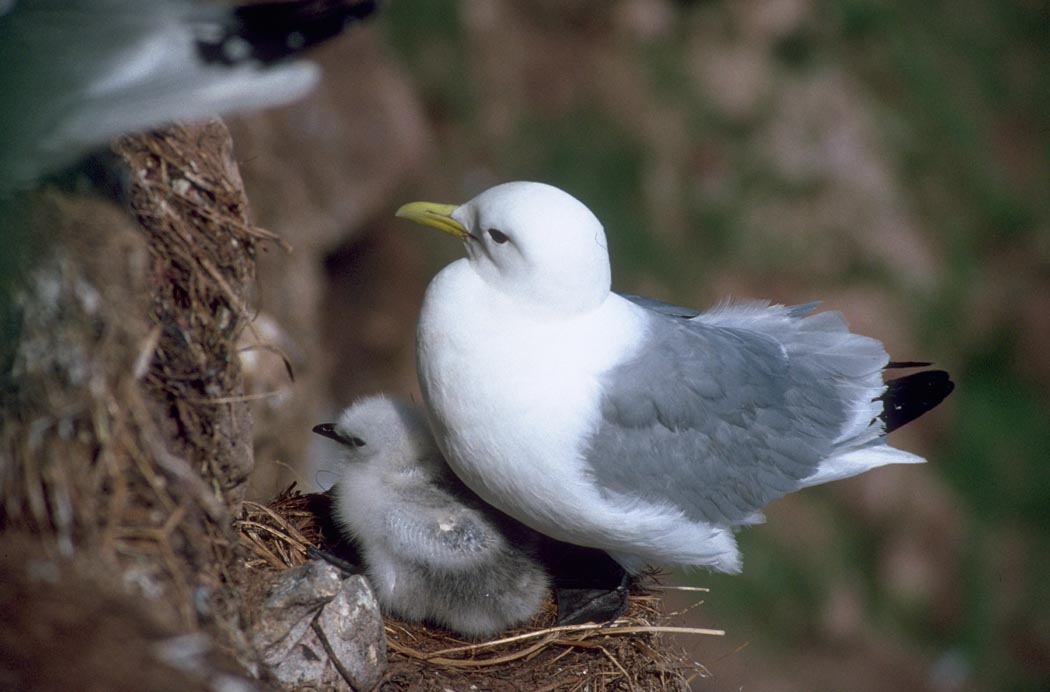
Adulto con un piccolo sopra il nido

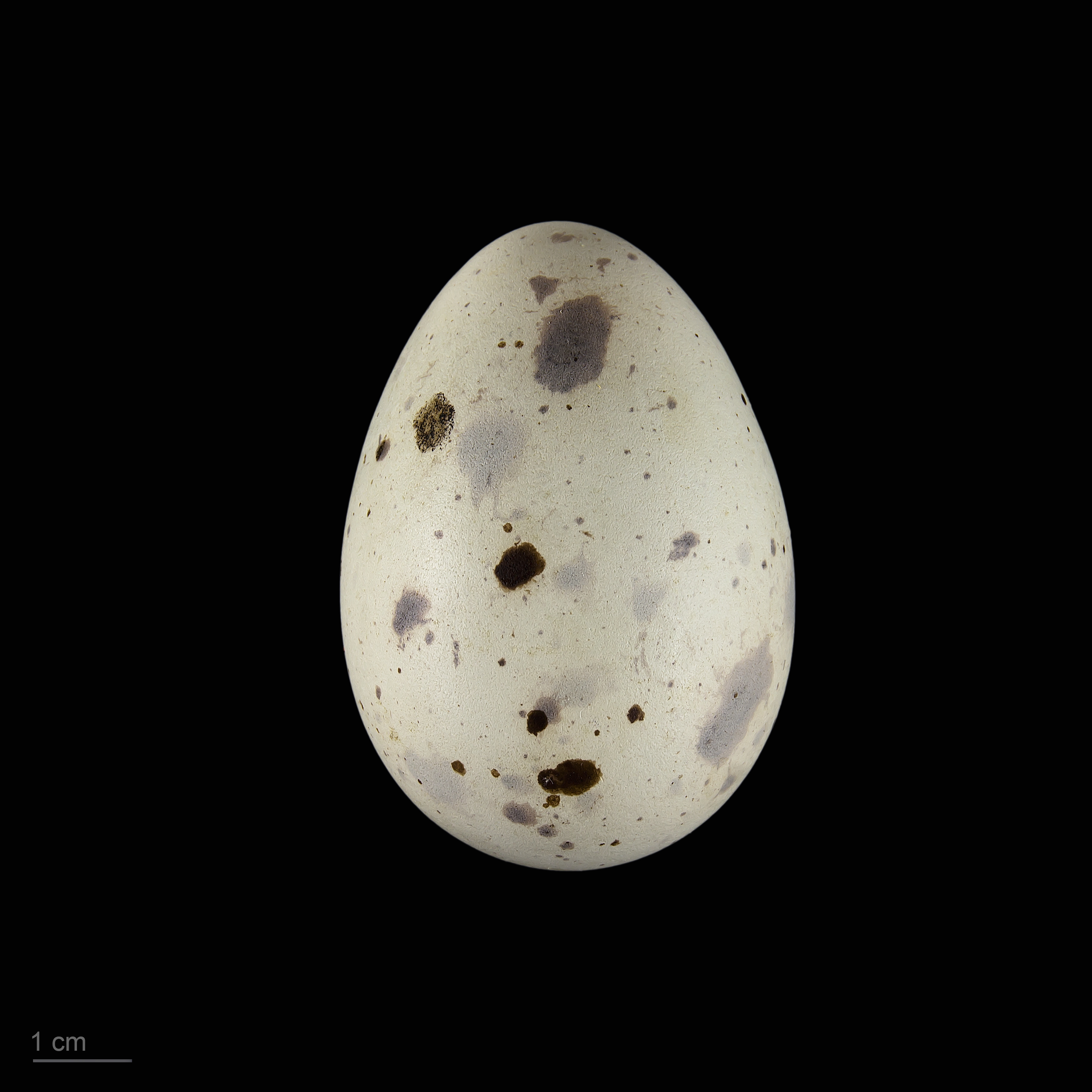
Rissa tridactyla

Solitamente posa due uova e più raramente solo una o tre.
- Dimensioni delle uova: 5,4 × 4,1 cm
- Numero di uova deposte per covata: 1-3
- Durata della cova: 3 settimane[8]

### Reazione ai predatori

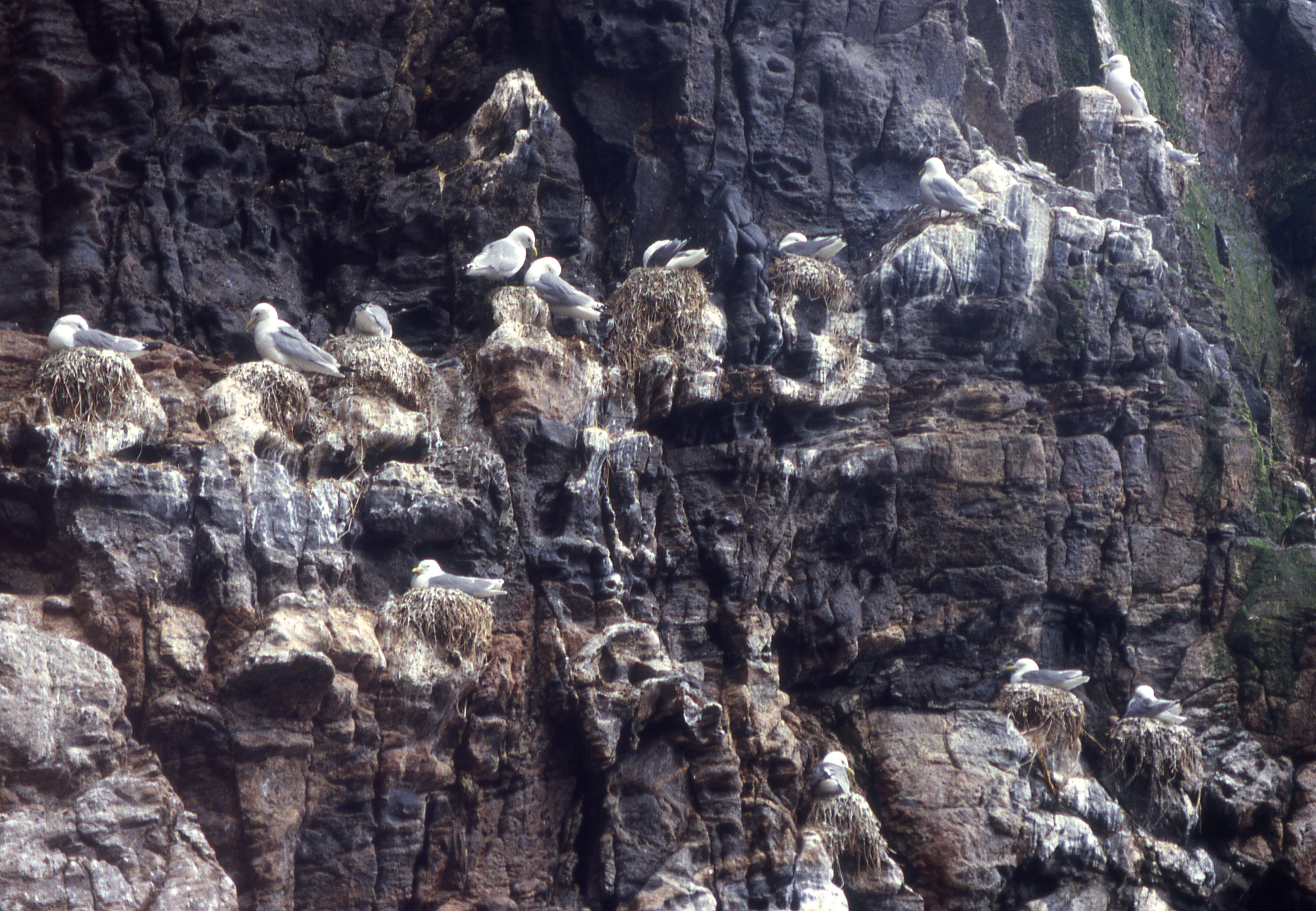
Nidi costruiti su sporgenze in falesia dal gabbiano tridattilo

Le sporgenze in falesia che ospitano i nidi del gabbiano tridattilo sono praticamente inaccessibili da parte dei predatori terrestri.
Inoltre, a causa delle forti correnti d'aria che si formano lungo le pareti verticali l'avvicinamento ai nidi è estremamente difficile anche per i predatori alati; esso viene invece compiuto agilmente dai gabbiani tridattili, i volatori più esperti tra i Laridi, dotati di grande abilità di manovra e capaci di compiere movimenti estremamente controllati e precisi.
La drastica riduzione della pressione predatoria ha indotto un'insolita mansuetudine negli individui nidificanti, i quali emettono il richiamo d'allarme, molto frequente nelle specie che costruiscono il nido sul terreno, solamente in caso di estrema provocazione, e raramente reagiscono all'attacco di eventuali predatori aggredendoli; più comunemente si allontanano dal nido abbandonando i piccoli o le uova al loro destino.
Solo in poche occasioni, quando gli uccelli predatori (es. Corvidi, Laridi, Stercoraridi) che girano intorno alla colonia si avvicinano troppo ai nidi, è possibile osservare gli individui riproduttori protendere in avanti il becco aperto e poi decollare manifestando il comportamento di mobbing collettivo, il quale viene accompagnato da schiamazzi molto intensi.